# ドラマBiz
『ドラマBiz』（ドラマビズ）は、テレビ東京系列で2018年4月16日から2020年6月8日まで毎週月曜22:00 - 22:54に放送されていた連続ドラマ枠である。

## 概要
2018年3月まで月曜日22時枠の番組として放送された『日経スペシャル 未来世紀ジパング〜沸騰現場の経済学〜』が水曜日22時枠へ移動になったことに伴い、その月曜22時枠に新たに設置されたドラマ枠である。
本枠では働く人たちをテーマにした経済ドラマを展開する。この枠でのドラマは2011年7月18日 - 9月19日放送の『IS〜男でも女でもない性〜』以来7年ぶりである。
2020年7月2日に行われたテレビ東京の定例会見において、本枠が6月限りで廃枠となることが発表された。7月以降はバラエティ番組を週替わりで放送する形式をとっていたが、2020年秋クールに放送の『共演NG』から再び連続ドラマ枠に戻る（「ドラマBiz」枠の復活ではなく、「ドラマプレミア10」として新設され、ドラマの内容は経済に特化されない）。
一方唯一の遅れネットであったBSテレ東は後番組を基本的に「日本歌手協会歌謡祭」の新春特番を1時間ごとに再編集した内容を当面穴埋めで編成している。

## 作品

### 2018年
| タイトル                  | 放送期間            | 話数 | 主演       | 原作       | 備考           |
| ------------------------- | ------------------- | ---- | ---------- | ---------- | -------------- |
| ヘッドハンター            | 4月16日 - 6月4日    | 8    | 江口洋介   | （なし）   | [ 5 ]          |
| ラストチャンス 再生請負人 | 7月16日 - 9月3日    | 8    | 仲村トオル | 江上剛     | [ 6 ]          |
| ハラスメントゲーム        | 10月15日 - 12月10日 | 9    | 唐沢寿明   | 井上由美子 | [ 7 ] [ 注 1 ] |

### 2019年
| タイトル                                         | 放送期間           | 話数 | 主演       | 原作            | 備考            |
| ------------------------------------------------ | ------------------ | ---- | ---------- | --------------- | --------------- |
| よつば銀行 原島浩美がモノ申す!〜この女に賭けろ〜 | 1月21日 - 3月11日  | 8    | 真木よう子 | 周良貨 夢野一子 | [ 9 ] [ 注 2 ]  |
| スパイラル〜町工場の奇跡〜                       | 4月15日 - 6月3日   | 8    | 玉木宏     | 真山仁          | [ 10 ]          |
| リーガル・ハート〜いのちの再建弁護士〜           | 7月22日 - 9月2日   | 7    | 反町隆史   | 村松謙一        | [ 11 ]          |
| ハル〜総合商社の女〜                             | 10月21日 - 12月9日 | 8    | 中谷美紀   | （なし）        | [ 注 3 ] [ 12 ] |

### 2020年
| タイトル                             | 放送期間         | 話数 | 主演       | 原作            | 備考   |
| ------------------------------------ | ---------------- | ---- | ---------- | --------------- | ------ |
| 病院の治しかた〜ドクター有原の挑戦〜 | 1月20日 - 3月9日 | 7    | 小泉孝太郎 | （なし）        | [ 13 ] |
| 行列の女神〜らーめん才遊記〜         | 4月20日 - 6月8日 | 8    | 鈴木京香   | 久部緑郎 河合単 | [ 14 ] |

## ネット配信
- ネットもテレ東（TVer、GYAO!）、Paraviでテレビ東京での放送終了後に視聴可能。「ネットもテレ東」は最新回のみ無料配信、Paraviは定額見放題。